# Jagged Little Pill Acoustic
Jagged Little Pill Acoustic es un álbum compilatorio y el octavo publicado internacionalmente de la intérprete canadiense Alanis Morissette. Lanzado el 13 de junio de 2005, es una versión acústica de su álbum Jagged Little Pill de 1995, y fue lanzado como manera de celebrar los 10 años de dicha placa, la más exitosa de Alanis. El único sencillo que promocionó el disco fue la versión acústica de "Hand in My Pocket".

## Lista de canciones
- 1 "All I Really Want" – 5:24
- 2 "You Oughta Know" – 4:58
- 3 "Perfect" – 3:26
- 4 "Hand in My Pocket" – 4:32
- 5 "Right Through You" – 3:40
- 6 "Forgiven" – 4:43
- 7 "You Learn" – 4:10
- 8 "Head Over Feet" – 4:17
- 9 "Mary Jane" – 5:08
- 10 "Ironic" – 3:57
- 11 "Not the Doctor" – 4:26
- 12 "Wake Up" – 9:56
- "Your House" (track oculto)

## Posicionamiento
| Chart (2005)         | Máxima posición |
| -------------------- | --------------- |
| Canada Albums Chart  | 19              |
| U.S. Billboard 200   | 17              |
| Suiza Albums Chart   | 5               |
| Francia Albums Chart | 8               |
| Austria Albums Chart | 9               |
| España Albums Chart  | 42              |
| UK Albums Chart      | 12              |

| Chart (2005)                        | Máxima posición |
| ----------------------------------- | --------------- |
| Alemania Albums Chart               | 15              |
| Israel Albums Chart[cita requerida] | 15              |
| Australia Albums Chart              | 21              |
| Italia Albums Chart                 | 38              |

### Sencillos
| Año  | Sencillo                     | Posición | Posición | Posición | Posición |
| Año  | Sencillo                     | CAN      | GER      | SPA      | ITA      |
| ---- | ---------------------------- | -------- | -------- | -------- | -------- |
| 2004 | Hand In My Pocket (Acoustic) | 23       | 58       | 7        | 42       |